# دوروتی ای. آتابونگ
دوروتی ای. آتابونگ (انگلیسی: Dorothy A. Atabong؛ زادهٔ ۱۹۶۹) بازیگر، نویسنده، تهیه‌کننده فیلم اهل کانادا است. او بیشتر به‌خاطر فیلم صدای اشک‌ها شناخته می‌شود که برای آن جوایز مختلفی از جمله جایزه فرهنگستان فیلم آفریقا در سال ۲۰۱۵ دریافت کرده است.
از فیلم‌ها یا مجموعه‌های تلویزیونی که وی در آن‌ها نقش داشته است، می‌توان به دگراسی: نسل بعدی اشاره نمود.